# Kostel svaté Hedviky (Opava)
Kostel svaté Hedviky je jednolodní kostel na Náměstí svaté Hedviky v Opavě. Modernistický kostel je jedním z posledních děl architekta Leopolda Bauera. Je ve správě Římskokatolické farnosti Panny Marie Opava.

## Historie

### Plány výstavby
S myšlenkou postavit v Opavě kostel zasvěcený patronce Slezska (svaté Hedvice) přišel kněz, katecheta a profesor opavské reálky P. Johann Eichler. V roce 1894 založil nadaci pro výstavbu kostela a v její prospěch složil částku 6000 zlatých. V následujících letech probíhalo hledání vhodného místa k výstavbě. V roce 1916 získala silný ohlas myšlenka, aby se plánovaný kostel stal zároveň památníkem padlých v právě probíhající první světové válce. Přestože stále nebylo nalezeno vhodné místo k výstavbě, vznikly na konci 20. let dva architektonické návrhy kostela. První z nich byl od Adolfa Müllera a druhý od Franze Ludwiga Kurowského. Teprve poté byl nalezen vhodný pozemek na místě starého opavského hřbitova, který nadace koupila a obratem jej převedla na Řád německých rytířů.

### Architektonická soutěž
Dne 3. prosince 1931 byla vyhlášena architektonická soutěž na podobu pietního areálu. Účast v soutěži byla omezena na architekty, kteří pocházeli nebo působili na území českého Slezska. O výsledku měla rozhodnout komise ve složení probošt Paul Heider, starosta města Ernst Franz, ředitel Slezského zemského muzea Edmund Wilhelm Braun, profesor Heinrich Fanta, malíř Adolf Zdrazila, sochař Josef Obeth a architekti Erich Geldner a Jan Rubý. Soutěže se zúčastnilo 38 architektů a stavitelů a vítězem se stal návrh profesora vídeňské akademie výtvarných umění Leopolda Bauera. Stavba kostela se měla stát vizualizací „slezské ideje“ spojující české i německé Slezany.

### Výstavba kostela
Po ukončení architektonické soutěže byly 31. července 1933 zahájeny stavební práce a 15. srpna za účasti předních představitelů společenského života tehdejší Opavy probošt Heider posvětil základní kámen kostela. Přestože hlavní stavební práce proběhly do listopadu 1933, dokončovací práce se protáhly a ke kolaudaci došlo až 30. července 1937.

### Období 1939–1989
Po okupaci Opavy německou armádou v říjnu 1938 a jejím připojením k Sudetské župě bylo zrušeno Eichlerovo kuratorium a práce na dokončení kostela byly zastaveny. Záměr proměnit novostavbu kostela v pomník slezské píle a kreativity tak nebyl naplněn. Během druhé světové války sloužil nedokončený kostel jako skladiště vojenského materiálu a věž kostela sloužila jako pozorovatelna Luftwaffe. Při osvobozování Opavy v dubnu 1945 byl sestřelen kříž na věži. V letech 1946–1949 se nevyužívaný kostel stal předmětem zájmu Českobratrské církve evangelické, ale převzetí kostela nakonec nebylo realizováno. V následujících letech byl nezajištěný kostel častým terčem vandalů a teprve v roce 1955 byl upraven jako skladiště zdravotnického materiálu. Jako skladiště byl využíván až do roku 1989. V roce 1978 byl kostel svaté Hedviky zaevidován jako nevhodně využívaná památka.

### Po roce 1989
V roce 1990 byl kostel prohlášen za kulturní památku a byl převeden zpět do užívání Římskokatolické farnosti Panny Marie Opava. V následujících letech byl opraven a jeho interiér upraven v duchu zásad pokoncilní liturgické reformy. Celkové náklady na obnovu kostela činily 3 500 000 Kč. Po více než šedesáti letech od položení základního kamene byl kostel 16. října 1993 (v den 750. výročí smrti svaté Hedviky) vysvěcen olomouckým arcibiskupem Janem Graubnerem za spoluúčasti papežského nuncia Giovanniho Coppy. I v dalších letech po vysvěcení pokračovaly práce na vybavení interiéru kostela. V roce 1999 byla na věž slavnostně vrácena replika velkého kříže, který byl zničen na konci druhé světové války. V současnosti kostel příležitostně slouží ke slavení liturgie. Ve spolupráci s Městským informačním centrem probíhají několikrát ročně komentované prohlídky kostela.

## Stavební podoba
Kostel je postaven na půdorysu zdvojeného kříže tvořený příčnou lodí a rozšířeným průčelím, které je tvořeno třemi bloky v pyramidálním uspořádání a zvonicovým patrem zakončeným velkým křížem. Obvod věže obíhá latinsky psaná nápisová páska, která odkazuje na původně zamýšlenou funkci kostela jako památníku padlých.

### Interiér

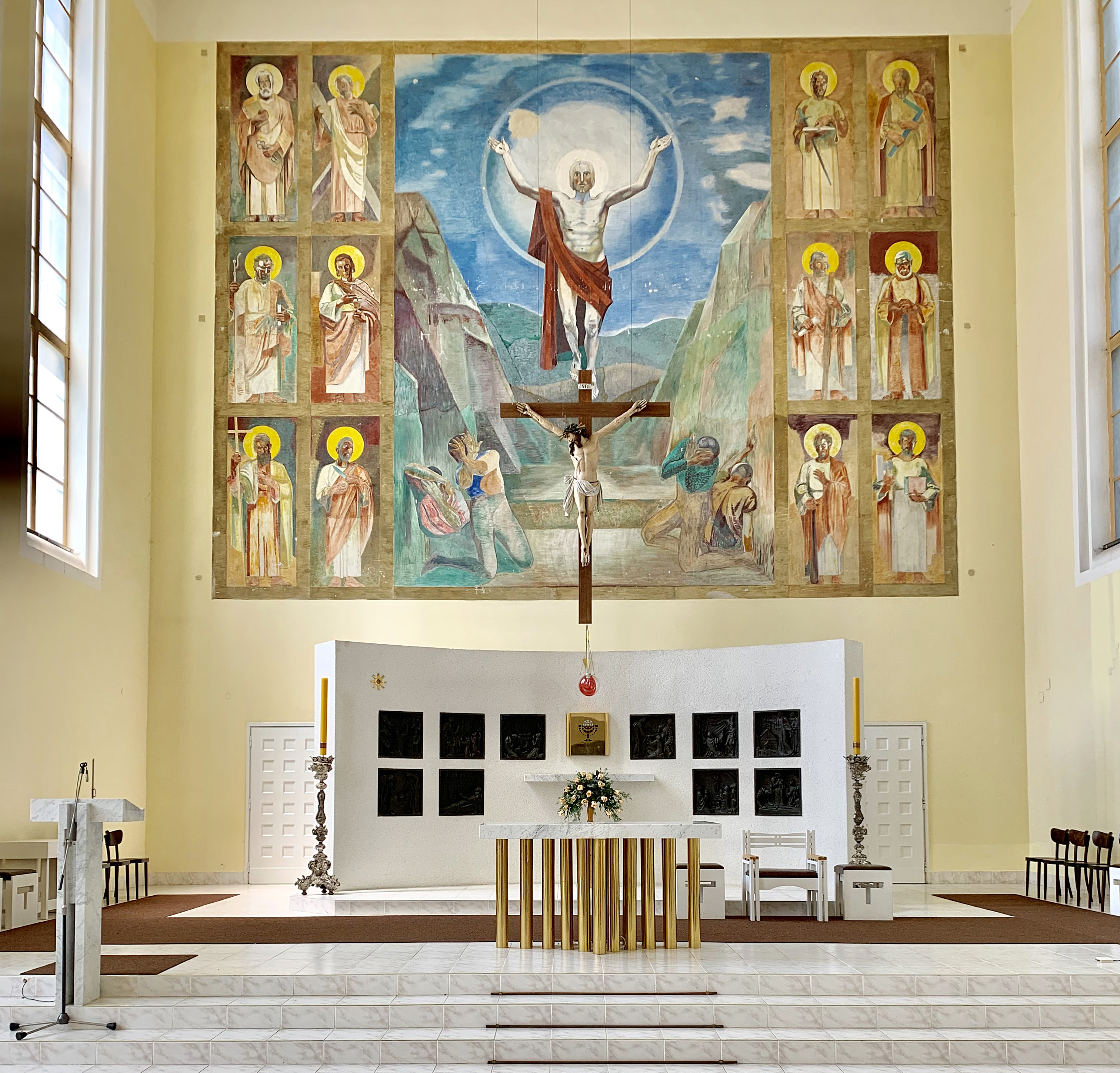
Oltářní freska Zmrtvýchvstání Krista, Paul Gebauer

V roce 1934 Bauer navrhl pro dekoraci hlavního oltáře deset reliéfů ze života svaté Hedviky. Dílo přislíbil zaplatit mecenáš, který nechtěl být jmenován pod podmínku, že autorem reliéfů bude sochařka Helena Scholz-Železná. Neznámým mecenášem byla spisovatelka Maria Stona a výše jmenovaná sochařka byla její dcera.
Výjev na fresce na hlavním oltáři Zmrtvýchvstání Krista od slezského malíře Paula Gebauera (1888–1951), byl inspirován Zmrtvýchvstáním Isenheimského oltáře (1513–1515) od Mathise Gotharta Neitharta zvaného Grünewald.